# Carpignano Sesia
Carpignano Sesia – miejscowość i gmina we Włoszech, w regionie Piemont, w prowincji Novara.
Według danych na rok 2004 gminę zamieszkiwało 2541 osób, 181,5 os./km².